# Ardisia lankawiensis
Ardisia lankawiensis är en viveväxtart som beskrevs av George King och Gamble. Ardisia lankawiensis ingår i släktet Ardisia och familjen viveväxter. Inga underarter finns listade i Catalogue of Life.